# Macrohyliota militaris
Macrohyliota militaris là một loài bọ cánh cứng trong họ Silvanidae. Loài này được Erichson miêu tả khoa học năm 1842.